# Кунижев, Замахшяри Османович
Замахшяри Османович Кунижев (1916—1992) — красноармеец Рабоче-крестьянской Красной Армии, участник польского похода, советско-финской и Великой Отечественной войны, Герой Советского Союза (1940).

## Биография
Замахшяри Кунижев родился 5 декабря 1916 года в ауле Псыж (ныне — Абазинский район Карачаево-Черкесии). После окончания начальной школы и курсов трактористов работал по специальности в колхозе. В 1937 году Кунижев был призван на службу в Рабоче-крестьянскую Красную Армию. Участвовал в Польском походе и советско-финской войне. Во время последней был пулемётчиком 300-го стрелкового полка 7-й стрелковой дивизии 7-й армии Северо-Западного фронта.
Участвовал в прорыве линии Маннергейма. В марте 1940 года, скрытно перебираясь на новые позиции в составе головного отряда, Кунижев обнаружил финский командный пункт и огнём своего пулемёта разгромил его, уничтожив около 50 солдат и офицеров противника, а также взяв в плен финского генерала.
Указом Президиума Верховного Совета СССР от 11 апреля 1940 года за «образцовое выполнение боевых заданий командования на фронте борьбы с финской белогвардейщиной и проявленные при этом отвагу и геройство» красноармеец Замахшяри Кунижев был удостоен высокого звания Героя Советского Союза с вручением ордена Ленина и медали «Золотая Звезда» за номером 342.
Учился в Минском танковом училище. С июня 1941 года — на фронтах Великой Отечественной войны, однако уже в августе того же года направлен на учёбу в 3-м Саратовское танковое училище. В январе 1942 года из-за болезни был вынужден оставить учёбу. В апреле того же года он был комисовпан по состоянию здоровья. Вернувшись на родину, вскоре оказался в оккупации, был арестован немецкими властями, подвергался пыткам, однако впоследствии по просьбе односельчан был отпущен. Медаль «Золотая Звезда» и орден Ленина у него были отобраны полицаями. После освобождения Карачаево-Черкесской АССР Кунижев работал в колхозе.
В 1944 году арестован органами НКВД СССР по обвинению в государственной измене. 23 августа того же года Кунижев был приговорён к 10 годам исправительно-трудовых лагерей с поражением в правах на 3 года. Указом Президиума Верховного Совета СССР от 8 марта 1950 года Замахшяри Кунижев был лишён всех званий и наград.
В 1954 году Кунижев был освобождён. Вернувшись в Псыж, работал в колхозе.
Постановлением судебной коллегии по уголовным делам Верховного суда СССР от 29 ноября 1971 года приговор в отношении Кунижева был отменён и дело прекращено за отсутствием состава преступления. Указом Президиума Верховного Совета СССР от 2 августа 1972 года указ о лишении его всех званий и наград был отменён.
В 1972 года З. О. Кунижев вышел на пенсию. Скончался 8 апреля 1992 года.

## Память
Ежегодно в Черкесске, столице Карачаево-Черкесии, проводятся Всероссийские юношеские турниры по дзюдо памяти Героя Советского Союза З. О. Кунижева, в которых принимают участие сильнейшие дзюдоисты Северного Кавказа и других российских регионов.

## Награды
- Герой Советского Союза (1940).
- Орден Ленина (1940).
- Орден Отечественной войны 1-й степени.